# Contarinia quercicola
Contarinia quercicola är en tvåvingeart som först beskrevs av Ewald Rübsaamen 1899.  Contarinia quercicola ingår i släktet Contarinia och familjen gallmyggor. Inga underarter finns listade i Catalogue of Life.